# Andrena scurra
Andrena scurra är en biart som beskrevs av Henry Lorenz Viereck 1904. Andrena scurra ingår i släktet sandbin, och familjen grävbin. Inga underarter finns listade i Catalogue of Life.